# 对称博弈
在博弈论中，如果博弈的收益只依赖于选手所选择的策略而不依赖于进行博弈的选手，那么这类博弈就被称为对称博弈。对称博弈存在着不同的种类。例如，在囚徒困境的博弈中，囚徒都选择认罪的结果为都判刑5年，都选择不认罪的结果为都判刑1年，一个选择认罪一个不认罪的结果分别为判刑10年与释放。在这个博弈中，囚徒最终判刑的年数只要他选择认罪与否有关，而与他的身份无关，这就是一个对称博弈。用表格表示如下。
|          | 甲认罪     | 甲不认罪 |
| 乙认罪   | 5年，5年   | 0，10年  |
| 乙不认罪 | 10年，0 年 | 1年，1年 |

## 一般情况
对于参与者{\displaystyle i}而言，博弈的收益为{\displaystyle U_{i}\colon A_{1}\times A_{2}\times \cdots \times A_{n}\longrightarrow \mathbb {R} }，其中{\displaystyle A_{i}}为参与者{\displaystyle i}的决策集合。如果存在{\displaystyle A_{1}=A_{2}=\ldots =A_{N}}，那么对于任何排列{\displaystyle \pi }而言该博弈为对称博弈。
{\displaystyle U_{\pi (i)}(a_{1},\ldots ,a_{i},\ldots ,a_{N})=U_{i}(a_{\pi (1)},\ldots ,a_{\pi (i)},\ldots ,a_{\pi (N)}).}
帕萨·达斯古普塔和埃里克·马斯金给出了以下定义，此后，这一定义在经济学文献中反复出现
{\displaystyle U_{i}(a_{1},\ldots ,a_{i},\ldots ,a_{N})=U_{\pi (i)}(a_{\pi (1)},\ldots ,a_{\pi (i)},\ldots ,a_{\pi (N)}).}